# Рогерий (син на Дагоберт)
Рожер, или още Рогерий, син на Дагоберт (на средногръцки: Ῥογέρης/Ῥογέριος ὁ τοῦ Τακουπέρτου ), е нормански магнат, който дезертира във Византийската империя, където постъпва на служба при император Алексий I Комнин (управлявал 1081 – 1118). Той е основателят на знатния византийски род на Рогериите.

## Биография
Рогерий е нормански магнат и спътник на Робер Гискар, заедно с когото участва в нормандското завладяване на Южна Италия . През 1080/1081 г. обаче, когато Робер Гискар се готви да пресече Адриатика и да нахлуе във Византийската империя, Рогерий дезертира при византийците и информира техния император Алексиос I Комнин за норманските приготовления. Бягството на Рогерий принудило брат му Раул също да потърси убежище във византийския двор. Той става родоначалник на семейство Раули/Ралини .
Както Анна Комнин в нейната Алексиада, така и Николай Каликъл в едно надгробно слово, написано за погребението на Рогерий, разказват за последвалата кариера на Рогерий при Алексий I: след като получил ранг на севаст, той се бие заедно с императора срещу печенегите и селджукските турци, както и срещу норманите.. През 1098 г. Рогерий служи заедно с брат си Раул като посланик при Годфрид Буйонски, а по време на нахлуването на Боемунд на Балканите през 1108 г. той е използван като пратеник и заложник по време на преговорите между норманите и Империята. По-късно Рогерий е и един от подписалите Договора от Девол, който сложил край на военните действия между Боемунд и Византия.
Както византийските, така и западните хронисти възхваляват Рогерий за смелостта и красноречието му.

### Семейство
Рогерий се жени за неизвестна жена от рода на Даласините, тясно свързан с императорската династия на Комнините. Има поне един син – кесаря Йоан Рогерий Даласин.. Друг член на семейството, севастът Константин Рогерий, е съвременник на Йоан Рогерий и е служил при император Йоан II Комнин (управлявал 1118 – 1143), но точната му връзка с Рогерий неизвестна.

## Препратки
1. ↑  Skoulatos 1980, с. 276; ODB, с. 1802, "Rogerios" (A. Kazhdan).
2. ↑  Skoulatos 1980, с. 270 – 271, 276.
3. ↑  Skoulatos 1980, с. 276 – 277; ODB, с. 1802, "Rogerios" (A. Kazhdan).
4. ↑  Skoulatos 1980, с. 276 – 277.
5. ↑  Skoulatos 1980, с. 277 – 278.
6. ↑  ODB, с. 1802, "Rogerios" (A. Kazhdan).
7. ↑  Skoulatos 1980, с. 277; ODB, с. 1802, "Rogerios" (A. Kazhdan).